# Chitala hypselonotus
Chitala hypselonotus is een straalvinnige vissensoort uit de familie van de mesvissen (Notopteridae). De wetenschappelijke naam van de soort is voor het eerst geldig gepubliceerd in 1851 door Bleeker.